# Vinsta
Vinsta – dzielnica (stadsdel) Sztokholmu, położona w jego zachodniej części (Västerort) i wchodząca w skład stadsdelsområde Hässelby-Vällingby. Graniczy z dzielnicami Hässelby gård, Hässelby villastad, Kälvesta, Nälsta i Vällingby.
Według danych opublikowanych przez gminę Sztokholm, 31 grudnia 2020 r. Vinsta liczyła 4574 mieszkańców. Powierzchnia dzielnicy wynosi 1,67 km².
Na terenie dzielnicy położona jest stacja Johannelund (zielona linia (T19) sztokholmskiego metra).